# روبرت بونيت
روبرت بونيت (بالألمانية: Robert Bonnet)‏ (و. 1851 – 1921 م) هو طبيب بيطري، وأستاذ جامعي، من الاتحاد الألماني، ولد في آوغسبورغ، توفي في فورتسبورغ، عن عمر يناهز 70 عاماً.

## مناصب وهيئات
أدار جامعة لودفيش ماكسيميليان في ميونخ، وجامعة غيسن، وجامعة بون، وجامعة غرايفسفالت.